# 马里安·雷耶夫斯基
马里安·亚当·雷耶夫斯基（波蘭語：Marian Adam Rejewski，1905年8月16日—1980年2月13日），波兰数学家和密码学家，20世纪30年代领导波兰密码学家率先对德国使用的恩尼格玛密码机进行了系统性的研究和破译。在破译过程中，雷耶夫斯基首次将严格的数学化方法应用到密码破译领域，这在密码学的历史上是一个重要成就。雷耶夫斯基等人在二战期间破译了大量来自德国的信息，他们的工作成为整个二战期间盟国破译德军恩尼格玛密码的基础。雷耶夫斯基与波兰数学家杰尔兹·罗佐基和亨里克·佐加尔斯基并称为密码研究领域的“波兰三杰”。

## 战争经历

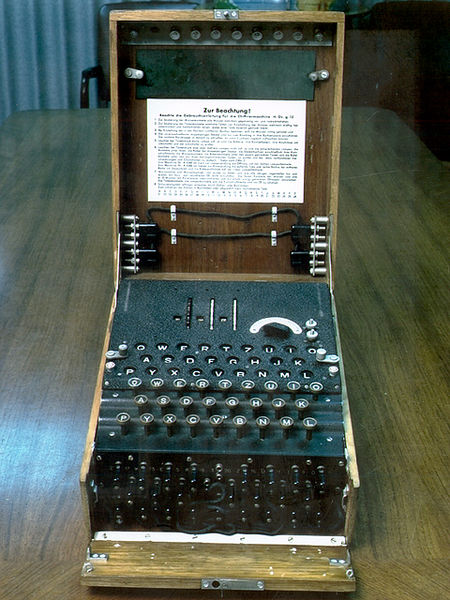
二战时德军使用的恩尼格玛密码机

1905年，雷耶夫斯基出生于普鲁士波森省的布龍貝格（今波兰比得哥什）。他曾是波兹南大学的研究生和波兰军事情报机构的成员，曾经在德国作为进修生学习统计学，回到波兰后加入波兰军情局密码处，不久之後被要求分析德国军方刚投入使用不久的新密码系统——恩尼格玛。
在进行这项工作期间，他从根本上发展了密码分析学。在此之前，密码分析方法主要利用自然语言中的模式与统计特性，例如字母的频率分析。然而雷耶夫斯基在对恩尼格玛密码的攻击中第一次应用了纯数学的方法。他不仅推演出了德意志國防軍使用的恩尼格玛的转子配线（与和其最接近的商业型恩尼格玛变种——D型的不同），还给出了破译这种密码的可行方法并被投入使用，在同样在密码处工作的波兹南大学研究生罗佐基和佐加尔斯基以及密码处全体职员的协助下，在1930年代初期，他们设计并制造了恩尼格玛的可用复制品。1933年1月到1939年9月期间，雷耶夫斯基等人破译了将近十万条来自德方的消息，令波兰掌握了大量德国的机密情报。
这个小组还设计了帮助密码分析工作的机器，最初是所谓的「记转器」，然后是名为“炸弹”的恩尼格玛密码分析仪器——「Bomba」。“炸弹”最初由六台以恩尼格玛为基础改装的机器辅以其他一些设备组成，能够通过暴力搜索的方法机械验证出恩尼格玛上所有转子的组合，在两个小时内找出密钥。后来英国设计建造的「Bombes」和美国设计建造的「Bombs」同属此类机器。
1938年9月，德国军队对恩尼格玛进行了修改，导致破译的难度大大增加。此时德国进攻波兰的意图越来越明显，而波兰在人力、物力方面资源不足，为了在波兰遭到入侵后盟国能够继续对德国恩尼格玛密码进行研究和破译，波兰在1939年7月25日在华沙召开的一次会议上将雷耶夫斯基等人在破译恩尼格玛密码上取得突破的细节告知英国和法国的情报机构。

恩尼格玛密码中4个字母构成了一个循环，雷耶夫斯基借此找到了破译恩尼格玛的方法

波兰被侵占后，雷耶夫斯基等人破译恩尼格玛密码的技术资料被带往英国和法国，英国密码局（40局）在英国白金汉郡的布莱切利园秘密设立了政府密码学校（GC&CS），用于破译截获的德国电报。在他们以及后来加入的美国情报人员的努力下，盟国方面不仅成功地破译德国陆军的恩尼格玛通讯，还破译了德国空军、纳粹党秘密警察和更加难以破译的德国海军的恩尼格玛通讯，而这些工作相当一部分是以雷耶夫斯基等人的工作为基础的。人们有理由认为，雷耶夫斯基在30年代初对于密码分析的概念突破，是由个人做出的对盟军赢得二次大战的最大的贡献。
而雷耶夫斯基在1939年9月1日德军入侵波兰后与罗佐基和佐加尔斯基带着他们的机器一同逃往罗马尼亚，而后穿越南斯拉夫和意大利的边界到达法国巴黎。在那里他们成立了Z小组，在法国维希的情报站继续进行破译恩尼格玛和改进 “炸弹”的工作达两年之久。这期间，他们破译了九千余条德军情报，直接或间接导致了德军在南斯拉夫、希腊和苏联的惨败，有力地支持了盟军在北非开辟战场的作战计划。
1942年1月9日，罗佐基在从阿尔及利亚返回法国的途中因轮船事故遇难。而在德国入侵法国后，Z小组的处境越来越危险，他们决定逃离。1942年11月9日，也就是盟军登陆北非的次日，雷耶夫斯基和佐加尔斯基开始继续流亡。1943年1月29日，他们在比利牛斯山脉试图穿越法国-西班牙边境时被西班牙安全警察逮捕，投入难民营，难民营的生活令雷耶夫斯基患上了风湿病。在那里他们始终没有向其他人透露真实身份。同年5月，他们被释放，前往直布罗陀，随后乘船到达英国。英国方面知道他们在破译恩尼格玛领域作出的巨大贡献，却有意将他们排除在外，他们只是从事德军另外一种密码SS码的分析工作。

## 战后经历
二战结束后，1946年，雷耶夫斯基返回波兰与妻子和两个孩子团聚。回国后他在波兹南大学担任行政工作（一说他在波兰的一家工厂担任普通的会计工作），并且对他自己在战前和战时所作的工作保持沉默。1967年退休。
1980年2月13日，雷耶夫斯基因为遭受心脏病在华沙去世，享年75岁。他被安葬在波兰的Powazki军事公墓，以军事荣誉埋葬。

## 解密
20世纪70年代，英国政府将二战期间的密码破译工作解密。1974年，曾经在布莱切利园工作过的温特伯坦姆（F.W.Winterbotham）上校写的《超级机密》(The Ultra Secret)一书出版，二战期间默默工作过的密码分析专家开始被公众广泛所知，直到这时，年近七旬的雷耶夫斯基才第一次得知他本人对恩尼格玛的攻击方法是二战期间盟军破译德军恩尼格玛的基石。
雷耶夫斯基在二战时密码分析中所扮演的角色以及贡献在很长一段时间内不为人们所知，这导致了至少有一本畅销书（William Stevenson, A Man Called Intrepid, 1976）不仅没有给他带来与其贡献相当的荣誉（这本书重述了从运输卡车上偷到恩尼格玛机的各种不同版本的传说），甚至反而连他的姓名和性别都被搞错（书中称其为「玛丽安·雷夫耶斯基小姐」（Mademoiselle Marian Rewjeski）。）在破译恩尼格玛的过程中，雷耶夫斯基写过关于他的工作的一本书和两篇论文，然而这本书在他生前并未出版。波兰数学会曾经给他颁发过一枚特别奖章。

## 承认
2000年7月17日，波兰政府向雷耶夫斯基、罗佐基和佐加尔斯基追授波兰最高勋章。2001年4月21日，雷耶夫斯基、罗佐基和佐加尔斯基纪念基金在波兰华沙设立，基金会在华沙和伦敦设置了纪念波兰数学家的铭牌。

### 延伸阅读
- 置换理论在破译Enigma密码中的应用 （页面存档备份，存于），马里安·雷耶夫斯基著
- ， 著（关于波兰破译Enigma的努力的一本书）
- 1939–1945（Enigma，或1939-1945年战争中最大的谜），著，巴黎，1973年，第一部关于Enigma破译的公开揭密著作。
- （机械密码学），（裡面有一篇对雷耶夫斯基的采访）。
- (智力之战)， 著（关于Enigma的普及范围，以及盟国对其破译的准确性，包含一些新近解密的资料）
- ，著（有源自Asch（法国在德国密码部门的间谍, 曾为盟国提供关于Enigma的资料）的女儿的材料）